# Patrick Kavanagh

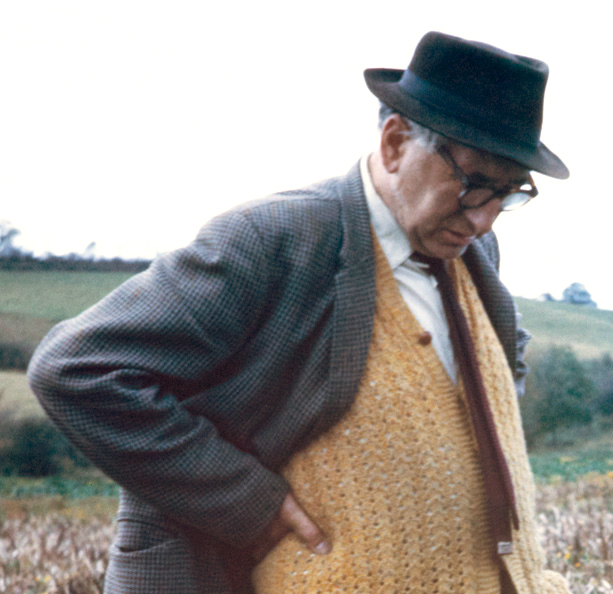
Patrick Kavanagh i Inniskeen, 1963

Patrick Kavanagh, född 21 oktober 1904 i Inniskeen i County Monaghan, död 30 november 1967 i Dublin, var en irländsk författare, främst känd som poet.
Patrick Kavanagh föddes som son till en bonde och var själv bonde under en tid av sitt liv. Han skrev en episk dikt om sexuell repression av den irländska bonden kallad The great hunger. Då The Irish Times samlade ihop en lista av de populäraste irländska dikterna år 2000, var tio av hans dikter bland de femtio bästa, och Kavanagh var rankad som den andra favoritpoeten bakom William Butler Yeats.

## På svenska
- Den stora hungern (The great hunger, översättning och efterord: Erik Andersson, Bakhåll, 2010)